# دي إتش إل للطيران
دي إتش إل للطيران هي فرع من دي إتش إل إكسبريس، هي المسؤولة عن توفير الخدمات الجوية للشركة الأم.